# Voetbalkampioenschap van Mulde 1932/33
In 1932/33 werd het tiende en laatste voetbalkampioenschap van Mulde gespeeld, dat georganiseerd werd door de Midden-Duitse voetbalbond. 
VfL Bitterfeld werd kampioen en plaatste zich voor de Midden-Duitse eindronde. De club verloor meteen van TuRV 1861 Weißenfels.
Na dit seizoen kwam de Nationaalsocialistische Duitse Arbeiderspartij aan de macht en werd de competitie grondig geherstructureerd. De overkoepelende voetbalbonden werden afgeschaft en ruimden plaats voor 16 Gauliga's. Uit de Gauliga Mulde werd enkel kampioen VfL Bitterfeld geselecteerd voor de Gauliga Mitte. De andere clubs werden ook te licht bevonden voor de Bezirksklasse Halle-Merseburg, die nu de tweede divisie werd. De Gauliga Mulde werd vervangen door de 1. Kreisklasse Mulde en de 1. Kreisklasse Elbe-Elster, die terug een aparte competitie werd. 

## Gauliga

### Altmulde
| Plaats | Club                        | Wed. | W  | G | V  | Saldo | Ptn.  |
| ------ | --------------------------- | ---- | -- | - | -- | ----- | ----- |
| 1.     | VfL 1911 Bitterfeld         | 16   | 14 | 0 | 2  | 76:13 | 28:4  |
| 2.     | VfB Zscherndorf             | 16   | 11 | 1 | 4  | 54:25 | 23:9  |
| 3.     | SpVgg 1907 Wittenberg       | 16   | 9  | 1 | 6  | 38:53 | 19:13 |
| 4.     | VfB Preußen Greppin 1911    | 16   | 8  | 0 | 8  | 42:41 | 16:16 |
| 5.     | VfR Piesteritz              | 16   | 7  | 2 | 7  | 30:45 | 16:16 |
| 6.     | BC Union 1911 Sandersdorf   | 16   | 5  | 4 | 7  | 28:39 | 14:18 |
| 7.     | Holzweißiger SV             | 16   | 6  | 0 | 10 | 46:39 | 12:20 |
| 8.     | FC Viktoria 1907 Wittenberg | 16   | 3  | 2 | 11 | 29:49 | 8:24  |
| 9.     | SV Frischauf Friedersdorf   | 16   | 4  | 0 | 12 | 32:71 | 8:24  |

|  | Geplaatst voor finale en Gauliga Mitte 1933/34 |
|  | Degradatie naar 1. Kreisklasse Mulde           |

### Elbe-Elster
| Plaats | Club                        | Wed. | W | G | V | Saldo | Ptn.  |
| ------ | --------------------------- | ---- | - | - | - | ----- | ----- |
| 1.     | SC Preußen 1909 Biehla      | 14   |   |   |   | 49:20 | 22:6  |
| 2.     | VfB Hohenleipisch 1912      | 14   |   |   |   | 39:27 | 16:12 |
| 3.     | SC Sportfreunde 1910 Torgau | 14   |   |   |   | 38:39 | 16:12 |
| 4.     | SpVgg 08 Bockwitz           | 14   |   |   |   | 36:37 | 15:13 |
| 5.     | VfB 1907 Herzberg           | 14   |   |   |   | 38:39 | 14:14 |
| 6.     | BC Dommitzsch               | 14   |   |   |   | 36:37 | 13:15 |
| 7.     | FC Wacker 1922 Mühlberg     | 14   |   |   |   | 41:44 | 10:18 |
| 8.     | SV Vorwärts Falkenberg      | 14   |   |   |   | 24:58 | 6:22  |

|  | Geplaatst voor finale en degradatie naar 1. Kreisklasse Mulde |
|  | Degradatie naar 1. Kreisklasse Elbe-Elster                    |

### Finale
Heen
|  |                     |       |                        |  |
|  | VfL 1911 Bitterfeld | 4 – 1 | SC Preußen 1909 Biehla |  |
|  |                     |       |                        |  |

Terug
|  |                        |       |                     |  |
|  | SC Preußen 1909 Biehla | 1 – 2 | VfL 1911 Bitterfeld |  |
|  |                        |       |                     |  |